# Hart-Purgstall
Hart-Purgstall är en tidigare kommun i Österrike. Den ligger i kommunen Eggersdorf bei Graz i förbundslandet Steiermark. Kommunen blev en del av Eggersdorf bei Graz i samband med kommunreformen i Steiermark 1 januari 2015.
Kommunen bestod av två orter (Ortschaften) (inom parentes invånarantal 1 januari 2024):
- Hart bei Eggersdorf (660)
- Purgstall bei Eggersdorf (1 187)